# Commanderie de Lannock
La commanderie de Lannock est un manoir situé dans le comté de Hertfordshire (nord-est de Londres). Les documents anciens l'appellent aussi « Langenache » ou « langnock ». 
D'abord possession templière, ce manoir fut transféré aux Hospitaliers de l'ordre de Saint-Jean de Jérusalem lorsque celui du Temple fut dissous.

## Localisation géographique
Dans le comté de Hertfordshire (nord-est de Londres), sur la route menant de Weston à Baldock, Hitchin road (quartier de Lannock Hill).

## Historique
Le manoir et la chapelle proviennent d'un don fait aux Templiers par le premier comte de Pembroke, Gilbert de Clare. Celui-ci étant décédé en 1148, cette donation est donc antérieure à cette date. La dévolution du manoir et de ses possessions aux Hospitaliers ne se fit que vers 1324, l'exploitation des biens templiers ayant été assurée par la couronne d'Angleterre entre 1309 et cette date.
D'après R.[Lequel ?] Aubert, « il ne semble pas que la maison soit jamais devenue une préceptorie. Le revenu était estimé à 28 £  au début du XIVe siècle », donc au moment de la dissolution de l'ordre. À l'opposé, Evelyn Lord affirme que c'était le chef-lieu de la baillie du Hertfordshire dite de Weston.
Le manoir devait avoir une certaine importance puisque les Hospitaliers y assignèrent un chapelain.
Intégrée au domaine royal vers 1540, elle fut rapidement donnée par Henri VIII à Sir Michael Dormer (1544).

## Commandeurs templiers
| Nom des commandeurs | Dates     |
| [Lesquels ?]        | [Quand ?] |

## Possessions
| Localisation des possessions, droits et juridictions de la baillie de Weston à la fin du XIIIe siècle        |
| --- |
| \| Baldock Lannock Temple Dinsley Buckland Bengeo Sacombe Temple Chelsing Sainte-Trinité (Weston) Edworth \| |
| Baldock Lannock Temple Dinsley Buckland Bengeo Sacombe Temple Chelsing Sainte-Trinité (Weston) Edworth       |

Selon Evelyn Lord, pendant la période templière, ce manoir était le chef-lieu de la baillie de Weston, comprenant :
- des possessions antérieures à 1185 :
  - la commanderie de Baldock (qui fournissait les principaux revenus),
  - quelques terres à Buckland,
  - des biens à Edworth (Bedfordshire), un don de Roger Fitz Bernard[4] ;
  - des terres et des bâtiments à Preston, la commanderie de Temple Dinsley[N 1] ;
  - l'église de la Sainte-Trinité, à l'écart au sud-est de Weston[5],[N 2] ;
- des possessions acquises au XIIIe siècle (autour de Hertford) :
  - des terres à Sacombe, reçues en 1253 par Rocelin de Fos, alors maître de la province d'Angleterre[6] ;
  - le manoir de Temple Chelsing (commanderie)[7], situé entre Tonwell (en) et Wadesmill (en)[8] ;
  - un manoir à Bengeo (en).

À noter qu'à partir du XIIIe siècle, un grand nombre de chapitres réunissant les dignitaires de la province d'Angleterre se sont tenus à Temple Dinsley, ce qui laisse à penser que cette commanderie occupait un rôle central, supplantant Lannock.

## Organisation
Description en sous-catégories des bâtiments de la commanderie, à compléter...